# 翅柄铁线蕨
翅柄铁线蕨（学名：Adiantum soboliferum）为铁线蕨科铁线蕨属下的一个种。